# Sensitivitet
Sensitivitet är ett statistiskt mått som mäter tillförlitligheten hos testmetoder av typen binära klassifikationstest. Sådana testmetoder är bland annat vanliga inom medicinen, och ger svaret "positivt" eller "negativt" på frågan om förekomsten av ett visst tillstånd, till exempel en sjukdom. En testmetods sensitivitet är sannolikheten för positivt testresultat när positivt resultat är det korrekta resultatet.

## Terminologi och utfall i ett binärt klassifikationstest
Ett binärt klassifikationstest kan ge positivt eller negativt resultat. Både positiva och negativa resultat kan vara sanna eller falska. Observera att i testterminologin betyder "positiv" förekomst av det som testet mäter, vilket skiljer sig från en vardagsanvändning av ordet. I ett test för en viss sjukdom betyder positivt resultat därför att sjukdomen förekommer.
|                       | Positiv (sjukdom förekommer) | Negativ (sjukdom förekommer inte) | Summa                              |
| Testresultat positivt | sant positiv (a)             | falskt positiv (b)                | alla positiva testresultat (a + b) |
| Testresultat negativt | falsk negativ (c)            | sant negativ (d)                  | alla negativa testresultat (c + d) |
| Summa                 | a + c                        | b + d                             | a + b + c + d                      |

Sensitivitet = a / (a + c). En metod med hög sensitivitet har en låg andel falskt negativa svar, d.v.s. positiv förekomst ger ett positivt testresultat med hög sannolikhet. Däremot kan metoden fortfarande ge många falskt positiva svar.
Ett annat mått är specificitet, som är sannolikheten för negativt testresultat när negativt resultat är det korrekta resultatet, det vill säga d /(b + d).
En idealisk testmetod som undviker både falskt positiva resultat och falskt negativa resultat har både hög sensitivitet och hög specificitet, men i praktiken kan man tvingas välja mellan sensitivitet och specificitet vid utformning av en testmetod.